# Ненсі Адамс
Жаклін Ненсі Мері Адамс CBE QSO (англ. Nancy Adams; 19 травня 1926 — 27 березня 2007) — новозеландська ботанічна ілюстраторка, колекціонерка рослин і кураторка музею.

## Раннє життя
Народилася в Левіні в 1926 році у родині Джессі Віттакер та Кеннета Ернеста Адамса, онука ботаніка-любителя Джеймса Адамса. Батьки розлучилися, коли вона була ще малою, тож вона росла в Веллінгтоні з бабусею і дідусем по материнській лінії, власниками шоколадної компанії Whittaker's. З самого початку життя Адамс виявляла великий інтерес як до рослин, так і до малювання: «Ще коли я була зовсім маленькою, я знала, що хтось малює рослини в книгах. Це те, що я хотіла зробити».
Її інтерес був підкріплений у початковій школі, де директор Вільям Мартін був ботаніком-любителем, навчав учнів малювати з натури та брав їх на екскурсії до ботанічного саду Веллінгтона. Адамс відвідувала жіночий коледж Веллінгтона та університетський коледж Вікторії, вивчаючи зоологію та ботаніку.

## Кар'єра
Через погане здоров'я Адамс не закінчила навчання в університеті. Однак у 16 років вона приєдналася до відділу ботаніки Департаменту наукових і промислових досліджень Нової Зеландії (DSIR): департамент шукав персонал для заміни чоловіків, які служили у війську під час Другої світової війни. Там вона працювала до 1959 року, коли її призначили в Музей Домініону (нині Національний музей Те-Папа-Тонгарева) помічницею куратора з ботаніки з особливою відповідальністю за водорості. У 1987 році вона звільнилася з посади в музеї, але залишалася почесною науковою співробітницею музею.
Адамс була плідною художницею та проілюструвала майже 40 видань про місцеві рослини, альпійське життя, дерева та кущі. До цих видань включено статтю, написану Еллою Орр Кемпбелл, співвітчизницею з Нової Зеландії, для якої Адамс зробила важливі ілюстрації. Адамс здобула міжнародне визнання за свої детальні та філігранні ілюстрації водоростей.

## Нагороди та відзнаки
Нагороди включали Кубок Лодера в 1964 році та Медаль Нової Зеландії в 1990 році . Її було призначено компаньйонкою Ордена королеви за державні заслуги в новорічних відзнаках 1989 року та командором ордена Британської імперії за заслуги в ботаніці в новорічних відзнаках 1996 року. У 1994 році вона отримала нагороду за свою роботу «Морські водорості Нової Зеландії: ілюстрований путівник», яка містила опис 600 різних видів рослин, з яких вона проілюструвала 441 вид. Вона є лауреаткою премії Royal Society Te Apārangi 150 women in 150 words.